# Podział administracyjny Warszawy
Podział administracyjny Warszawy – podział Warszawy na jednostki administracyjne podległe władzom miasta. Pierwszy podział nastąpił po likwidacji odrębności warszawskich jurydyk na mocy Prawa o miastach włączonego do Konstytucji 3 maja w 1791 roku, kiedy zlikwidowano podział na Starą i Nową Warszawę, a zjednoczone miasto podzielono na siedem cyrkułów. Podział na cyrkuły obowiązywał do 1916 roku, przy czym ich układ i liczba zmieniały się. Przez większość tego czasu nie nosiły one nazw i były tylko numerowane. Od 2002 roku, zgodnie z obowiązującymi przepisami ustawy warszawskiej miasto stołeczne Warszawa jest gminą mającą status miasta na prawach powiatu w województwie mazowieckim. Warszawa podzielona jest na 18 dzielnic (pomocniczych jednostek administracyjnych).

## Dzielnice Warszawy
| Dzielnica      | Liczba mieszkańców (1.01.2024) | Gęstość zaludnienia [osób/km²](1.01.2024) | Powierzchnia [km²](1.01.2024) |
| -------------- | ------------------------------ | ----------------------------------------- | ----------------------------- |
| Mokotów        | 226 519                        | 6367                                      | 35,42                         |
| Praga-Południe | 185 810                        | 8303                                      | 22,38                         |
| Białołęka      | 158 749                        | 2175                                      | 73,00                         |
| Wola           | 150 319                        | 7805                                      | 19,26                         |
| Ursynów        | 149 775                        | 3420                                      | 43,79                         |
| Bielany        | 131 420                        | 4064                                      | 32,34                         |
| Bemowo         | 129 188                        | 5178                                      | 24,95                         |
| Targówek       | 123 067                        | 5058                                      | 24,33                         |
| Śródmieście    | 97 983                         | 6293                                      | 15,57                         |
| Wawer          | 88 512                         | 1095                                      | 79,71                         |
| Ochota         | 79 357                         | 8164                                      | 9,72                          |
| Ursus          | 69 574                         | 7441                                      | 9,35                          |
| Praga-Północ   | 59 632                         | 5273                                      | 11,31                         |
| Żoliborz       | 58 625                         | 6921                                      | 8,47                          |
| Wilanów        | 52 472                         | 1429                                      | 36,73                         |
| Włochy         | 50 143                         | 1751                                      | 28,63                         |
| Wesoła         | 26 632                         | 1161                                      | 22,94                         |
| Rembertów      | 24 822                         | 1286                                      | 19,30                         |

Powyższe dzielnice zostały utworzone w miejsce wcześniej istniejących gmin warszawskich, gminy Wesoła oraz dzielnic w gminie Warszawa-Centrum.

## Podział dzielnic na jednostki pomocnicze niższego rzędu
Zgodnie z § 48 Statutu m.st. Warszawy rada dzielnicy może tworzyć „jednostki pomocnicze niższego rzędu” z inicjatywy własnej lub na wniosek co najmniej 5 procent mieszkańców uprawnionych do głosowania, zamieszkałych na terenie projektowanej jednostki.
Jednostki te, początkowo zwane „jednostkami niższego rzędu”, mogą być tworzone, w przypadku dzielnic z obszaru byłej gminy Warszawa-Centrum, dla obszarów zamieszkanych przez co najmniej 1000 osób – dla takich obszarów liczących do 3000 osób stosuje się nazwę „kolonia”, a dla liczących ponad 3000 osób nazwę „osiedle” (w wyjątkowych przypadkach rada dzielnicy może utworzyć jednostkę pomocniczą niższego rzędu dla obszarów liczących mniej niż 1000 osób, a dla obszarów liczących mniej niż 3000 osób przyjąć nazwę „osiedle”), w innych dzielnicach stosowana jest także nazwa „sołectwo”.
Poniżej lista jednostek pomocniczych niższego rzędu:
Białołęka
- Osiedle Anecin Północny
- Osiedle Augustów
- Osiedle Białołęka Dworska
- Osiedle Buków
- Osiedle Choszczówka
- Osiedle Choszczówka-Kolonia
- Osiedle Ciupagi
- Osiedle Dąbrówka Szlachecka
- Osiedle Grodzisk-Kąty Grodziskie
- Osiedle Kamińskiego
- Osiedle Marywilska
- Osiedle Marcelin
- Osiedle Nowodworska
- Osiedle Nowodwory
- Osiedle Nowodwory I
- Osiedle Piekiełko
- Osiedle Tarchomin I
- Osiedle Tarchomin II
- Osiedle Tarchomin III
- Osiedle Tarchomin IV
- Osiedle Tarchomin Va
- Osiedle Wiśniewo-Henryków
- Osiedle Żerań
- Sołectwo Białołęka
- Sołectwo Brzeziny
- Sołectwo Kobiałka

Mokotów
- Osiedle Sadyba
- Osiedle Siekierki
- Osiedle Służewiec Południowy
- Osiedle Wierzbno

Praga Południe
- Osiedle Gocław
- Osiedle Grochów Centrum
- Osiedle Grochów – Kinowa
- Osiedle Grochów Południe
- Osiedle Grochów Północny
- Osiedle Kamionek
- Osiedle Przyczółek Grochowski
- Osiedle Saska Kępa[8]

Rembertów
- Osiedle Mokry Ług i Magenta
- Osiedle Nowy Rembertów
- Osiedle Pocisk
- Osiedle Polanka
- Osiedle Rembertów Stary
- Osiedle Stary Rembertów-Kolonia
- Osiedle Kawęczyn-Wygoda

Śródmieście
Dzielnica od 2011 r. podzielona jest na 12 osiedli, którym nie nadano nazwy, tylko zastosowano ich numerację od I do XII.
Ursynów
- Osiedle Dąbrówka
- Osiedle Etap
- Osiedle Jeziorki
- Osiedle Prawdziwka
- Osiedle Pyry
- Osiedle Wyczółki

Wawer
- Osiedle Aleksandrów
- Osiedle Anin
- Osiedle Falenica
- Osiedle Las
- Osiedle Marysin Wawerski Południowy
- Osiedle Marysin Wawerski Północny
- Osiedle Miedzeszyn
- Osiedle Międzylesie
- Osiedle Nadwiśle
- Osiedle Radość
- Osiedle Sadul
- Osiedle Wawer
- Osiedle Zerzeń

## Podział dzielnic w ramach Miejskiego Systemu Informacji
W Warszawie funkcjonuje Miejski System Informacji, który wyróżnia podział dzielnic na poszczególne obszary urbanistyczne, zwane potocznie rejonami (podział ten nie jest jednak podziałem administracyjnym ani podziałem na osiedla). Podobnie jak wcześniejsze podziały na jednostki administracyjne lub statystyczne podział na obszary Miejskiego Systemu Informacji nie zgadza się z niektórymi wcześniej stosowanymi podziałami, przez co bywa krytykowany.

### Lista rejonów
| Dzielnica      | Rejony |
| -------------- | --- |
| Bemowo         | Bemowo-Lotnisko, Boernerowo, Chrzanów, Fort Bema, Fort Radiowo, Górce, Groty, Jelonki Północne, Jelonki Południowe, Lotnisko                                                                                         |
| Białołęka      | Białołęka Dworska, Brzeziny, Choszczówka, Dąbrówka Szlachecka, Grodzisk, Henryków, Kobiałka, Nowodwory, Szamocin, Tarchomin, Żerań                                                                                   |
| Bielany        | Chomiczówka, Huta, Las Bielański, Młociny, Marymont-Kaskada, Marymont-Ruda, Piaski, Placówka, Radiowo, Słodowiec, Stare Bielany, Wólka Węglowa, Wawrzyszew, Wrzeciono                                                |
| Mokotów        | Augustówka, Czerniaków, Ksawerów, Służew, Służewiec, Sadyba, Siekierki, Sielce, Stary Mokotów, Stegny, Wierzbno, Wyględów                                                                                            |
| Ochota         | Filtry, Rakowiec, Stara Ochota, Szczęśliwice |
| Praga-Południe | Gocław, Gocławek, Grochów, Kamionek, Olszynka Grochowska, Saska Kępa |
| Praga-Północ   | Nowa Praga, Pelcowizna, Stara Praga, Szmulowizna |
| Rembertów      | Kawęczyn-Wygoda, Nowy Rembertów, Stary Rembertów |
| Śródmieście    | Muranów, Nowe Miasto, Powiśle, Solec, Stare Miasto, Śródmieście Północne, Śródmieście Południowe, Ujazdów |
| Targówek       | Elsnerów, Bródno, Bródno-Podgrodzie, Targówek Fabryczny, Targówek Mieszkaniowy, Zacisze, Utrata |
| Ursus          | Czechowice, Gołąbki, Niedźwiadek, Skorosze, Szamoty |
| Ursynów        | Dąbrówka, Grabów, Jeziorki Północne, Jeziorki Południowe, Kabaty, Natolin, Pyry, Skarpa Powsińska, Stary Służew, Stary Imielin, Teren Wydzielony Rezerwat „Las Kabacki”, Ursynów-Centrum, Ursynów Północny, Wyczółki |
| Wawer          | Aleksandrów, Anin, Falenica, Las, Marysin Wawerski, Miedzeszyn, Międzylesie, Nadwiśle, Radość, Sadul, Wawer, Zerzeń                                                                                                  |
| Wesoła         | Groszówka, Plac Wojska Polskiego, Stara Miłosna, Wesoła-Centrum, Wola Grzybowska, Zielona-Grzybowa |
| Wilanów        | Wilanów Wysoki, Wilanów Niski, Wilanów Królewski, Błonia Wilanowskie, Powsinek, Zawady, Kępa Zawadowska, Powsin |
| Włochy         | Nowe Włochy, Okęcie, Opacz Wielka, Paluch, Raków, Salomea, Stare Włochy, Załuski |
| Wola           | Czyste, Koło, Młynów, Mirów, Nowolipki, Odolany, Powązki, Ulrychów |
| Żoliborz       | Marymont-Potok, Stary Żoliborz, Sady Żoliborskie |

## 1792–1808
Pierwszy podział na cyrkuły, przejściowo zwane wydziałami, mimo pewnych zawirowań związanych z częstymi zmianami władzy wyglądał następująco:
| Lp. | Nazwa cyrkułu          |
| --- | ---------------------- |
| 1   | Staromiejski           |
| 2   | Nowomiejski            |
| 3   | Krakowsko-przedmiejski |
| 4   | Lesznieński            |
| 5   | Grzybowski             |
| 6   | Nowoświecki            |
| 7   | Praski                 |

## 1808–1832
W czasach Księstwa Warszawskiego i konstytucyjnego Królestwa Kongresowego obowiązywał podział na osiem cyrkułów bez nazwy:
| Lp. | Przybliżony zakres                          |
| --- | ------------------------------------------- |
| 1   | Stare Miasto                                |
| 2   | Północ (Nowe Miasto i Fawory)               |
| 3   | Północny zachód (Muranów)                   |
| 4   | Środkowy zachód (Leszno)                    |
| 5   | Południowy zachód (Grzybów)                 |
| 6   | Południe (południowe Śródmieście i Powiśle) |
| 7   | Centrum (północne Śródmieście i Powiśle)    |
| 8   | Praga                                       |

## 1832–1908
Po upadku powstania listopadowego zmieniono podział Warszawy, ustanawiając 12 cyrkułów wyłącznie numerowanych. W tym okresie następowały drobne zmiany w granicach między cyrkułami, a ponadto rozszerzano ich zakres o nowo przyłączane do miasta tereny. Pewne różnice wprowadzono w roku 1857. Dotychczasowy cyrkuł V podzielono, włączając część wschodnią do cyrkułu III, a zachodnią do IV. Formalnie cyrkuł V był połączony z VI. W kolejnych latach połączono cyrkuły I i XI oraz II i III.
| Lp. | Przybliżony zakres                                                                                              |
| --- | --- |
| 1   | Stare Miasto |
| 2   | Nowe Miasto |
| 3   | Na zachód od Starego Miasta                                                                                     |
| 4   | Na zachód od Starego Miasta (dzielnica żydowska)                                                                |
| 5   | Fawory i Żoliborz (po rozpoczęciu budowy Cytadeli i częściowym wyburzeniu, praktycznie połączony z cyrkułem 6.) |
| 6   | Północny zachód                                                                                                 |
| 7   | Środkowy zachód                                                                                                 |
| 8   | Południowy zachód                                                                                               |
| 9   | Południe (południowe Śródmieście)                                                                               |
| 10  | Środkowe Śródmieście                                                                                            |
| 11  | Północne Śródmieście                                                                                            |
| 12  | Praga |

## 1908–1916
W 1908 roku wprowadzono nowy podział na 15 cyrkułów, przy czym w niektórych przypadkach właściwie nie było zmian.
| Lp. | Przybliżony zakres                                         |
| --- | ---------------------------------------------------------- |
| 1   | Południowe Stare Miasto, północne Śródmieście, Powiśle     |
| 2   | Północne Stare Miasto, Nowe Miasto                         |
| 3   | Młynów, Nowolipie                                          |
| 4   | Nalewki, Żoliborz                                          |
| 5   | Powązki, Nowolipki                                         |
| 6   | Południowy Mirów                                           |
| 7   | Północny Mirów, Wola                                       |
| 8   | Grzybów                                                    |
| 9   | Ujazdów, północny Czerniaków                               |
| 10  | Okolice Nowego Światu                                      |
| 11  | Pogranicze Śródmieścia i Ochoty                            |
| 12  | „Centralny”, okolice ulicy Senatorskiej                    |
| 13  | „Aleksandryjski”, na południe od Al. Jerozolimskich, Solec |
| 14  | „Nowo-Praski”, Praga                                       |
| 15  | „Staro-Praski”, Kamionek, Grochów                          |

## 1916–1945
W okresie istnienia Generalnego Gubernatorstwa Warszawskiego nastąpiły znaczne zmiany administracyjne, obejmujące również Warszawę. W 1916 roku włączono do niej przedmieścia o powierzchni ponad 8 tysięcy hektarów. Dotychczasowe 15 cyrkułów przemianowano na komisariaty, a nowo przyłączone dzielnice podzielono na 11 komisariatów. Po odzyskaniu niepodległości zachowano numerację komisariatów, nadając im również nazwy. Zasięg tak nazwanych komisariatów w szczegółach różnił się od później wytyczanych dzielnic, osiedli czy obszarów MSI. Przykładowo komisariat XXIII Ochota obejmował głównie obszar dawnej wschodniej części Czystego i część Rakowca. Okolice Filtrów czy późniejszej Ochoty Wojskowej należały do komisariatu XI Koszyki. Zachodnia część nowo powstałej Kolonii Lubeckiego, współcześnie część Starej Ochoty, została włączona do Ochoty dopiero pod koniec lat 30., a wschodnia pozostała w obrębie Koszyków. Również Pole Mokotowskie wówczas pozostawało poza komisariatem ochockim.
Oprócz podziału na policyjne komisariaty będące podstawową jednostką podziału administracyjnego Warszawy, początkowo również pełniące funkcje statystyczne, jako dzielnice spisowe, utworzono obwody statystyczne grupujące komisariaty.
W 1929 komisariaty zaczęto określać jako okręgi. W 1928 roku w wyniku kolejnej reformy administracji ustanowiono powiaty grodzkie. W Warszawie utworzono ich 3, a następnie 4.
W 1938 r. uchwalono ustawę z dnia 16 sierpnia 1938 r. o samorządzie gminy m. st. Warszawy, na mocy której zniesiono warszawskie powiaty grodzkie, a Warszawa przybrała formę pojedynczej gminy miejskiej i powiatu grodzkiego o statusie województwa. Z kolei nowe dzielnice miały być utworzone przez radę miejską i zatwierdzone przez ministra spraw wewnętrznych, jednak ustawy w tym ostatnim zakresie nie zdążono zrealizować. W okresie okupacji niemieckiej Warszawa utraciła status miasta wydzielonego o statusie województwa i stała się częścią dystryktu warszawskiego, ale po zakończeniu wojny status ten przywrócono i utrzymano aż do 1975 r. Władze okupacyjne zachowały dotychczasowy podział na okręgi, przystępując jednocześnie do wydzielenia getta.
| Lp.   | Nazwa komisariatu       | Obwód statystyczny 1926 (nazwa nadana później) | Dzielnica statystyczna 1931 (nazwa nadana później) | Powiat grodzki (1928) | Powiat grodzki (1931)  |
| ----- | ----------------------- | ---------------------------------------------- | -------------------------------------------------- | --------------------- | ---------------------- |
| I     | Krakowskie Przedmieście | 1 (Śródmieście Centrum)                        | 1 (Śródmieście Centrum)                            | Warszawa–Południe     | śródmiejsko-warszawski |
| II    | Stare Miasto            | 2 (Stare Miasto)                               | 2 (Stare Miasto)                                   | Warszawa–Północ       | północno-warszawski    |
| III   | Leszno                  | 4 (Powązki)                                    | 4 (Powązki)                                        | Warszawa–Północ       | północno-warszawski    |
| IV    | Nalewki                 | 3 (Nalewki)                                    | 3 (Muranów)                                        | Warszawa–Północ       | północno-warszawski    |
| V     | Powązki                 | 4 (Powązki)                                    | 4 (Powązki)                                        | Warszawa–Północ       | północno-warszawski    |
| VI    | Towarowy                | 5 (Wola)                                       | 5 (Śródmieście Zachód)                             | Warszawa–Północ       | południowo-warszawski  |
| VII   | Mirowski                | 5 (Wola)                                       | 5 (Śródmieście Zachód)                             | Warszawa–Północ       | północno-warszawski    |
| VIII  | Grzybowski              | 1 (Śródmieście Centrum)                        | 1 (Śródmieście Centrum)                            | Warszawa–Południe     | południowo-warszawski  |
| IX    | Ujazdowski              | 6 (Śródmieście Zachód)                         | 6 (Śródmieście Południe)                           | Warszawa–Południe     | śródmiejsko-warszawski |
| X     | Ordynackie              | 1 (Śródmieście Centrum)                        | 1 (Śródmieście Centrum)                            | Warszawa–Południe     | śródmiejsko-warszawski |
| XI    | Koszyki                 | 6 (Śródmieście Zachód)                         | 6 (Śródmieście Południe)                           | Warszawa–Południe     | południowo-warszawski  |
| XII   | Ratuszowy               | 1 (Śródmieście Centrum)                        | 1 (Śródmieście Centrum)                            | Warszawa–Południe     | śródmiejsko-warszawski |
| XIII  | Solec                   | 6 (Śródmieście Zachód)                         | 6 (Śródmieście Południe)                           | Warszawa–Południe     | śródmiejsko-warszawski |
| XIV   | Praga Północ            | 7 (Stara Praga)                                | 7 (Stara Praga)                                    | Warszawa–Praga        | prasko-warszawski      |
| XV    | Praga Południe          | 7 (Stara Praga)                                | 7 (Stara Praga)                                    | Warszawa–Praga        | prasko-warszawski      |
| XVI   | Mokotów                 | 10 (Peryferie Południowe)                      | 10 (Przedmieście Południowe)                       | Warszawa–Południe     | południowo-warszawski  |
| XVII  | Grochów                 | 10 (Peryferie Południowe)                      | 11 (Grochów)                                       | Warszawa–Praga        | prasko-warszawski      |
| XVIII | Golędzinów              | 8 (Marymont i Peryferie Północno-Wschodnie)    | 12 (Przedmieście Północno-Wschodnie)               | Warszawa–Praga        | prasko-warszawski      |
| XIX   | Koło                    | 9 (Peryferie Zachodnie)                        | 9 (Przedmieście Zachodnie)                         | Warszawa–Północ       | północno-warszawski    |
| XX    | Sielce                  | 10 (Peryferie Południowe)                      | 10 (Przedmieście Południowe)                       | Warszawa–Południe     | południowo-warszawski  |
| XXI   | Czerniaków              | 10 (Peryferie Południowe)                      | 10 (Przedmieście Południowe)                       | Warszawa–Południe     | południowo-warszawski  |
| XXII  | Wola                    | 9 (Peryferie Zachodnie)                        | 9 (Przedmieście Zachodnie)                         | Warszawa–Północ       | północno-warszawski    |
| XXIII | Ochota                  | 9 (Peryferie Zachodnie)                        | 9 (Przedmieście Zachodnie)                         | Warszawa–Południe     | południowo-warszawski  |
| XXIV  | Targówek                | 8 (Marymont i Peryferie Północno-Wschodnie)    | 12 (Przedmieście Północno-Wschodnie)               | Warszawa–Praga        | prasko-warszawski      |
| XXV   | Bródno                  | 8 (Marymont i Peryferie Północno-Wschodnie)    | 12 (Przedmieście Północno-Wschodnie)               | Warszawa–Praga        | prasko-warszawski      |
| XXVI  | Marymont                | 8 (Marymont i Peryferie Północno-Wschodnie)    | 8 (Marymont)                                       | Warszawa–Północ       | północno-warszawski    |

## 1945–1951
20 stycznia 1945 ogłoszono nowy podział Warszawy na dzielnice, a dotychczasowe komisariaty częściowo (Warszawa lewobrzeżna) połączono w 18 okręgów, pozostawiając częściowo starą numerację.
| Lp. | Dzielnica   | Okręgi (komisariaty) Milicji Obywatelskiej | Uwagi |
| --- | ----------- | ------------------------------------------ | --- |
| 1   | Północna    | XXVI Żoliborz                              | Obejmowała tereny na lewym brzegu Wisły na północ od obwodowej linii kolejowej i linii ulicy Kozielskiej w kierunku fortu Bema |
| 2   | Śródmiejska | I Stare Miasto                             | Obejmowała tereny na lewym brzegu Wisły na południe od obwodowej linii kolejowej; od zachodu ograniczona zachodnią i południową granicą cmentarzy: Powązkowskiego i żydowskiego na Woli oraz ulicami: Okopową, placem Kercelego, Towarową, Raszyńską i Żwirki i Wigury; od południa ograniczona ulicami: Stefana Batorego (ówcześnie planowana), placem Unii Lubelskiej, Chocimską, częściowo nieistniejącą współcześnie Parkową (w osi współczesnej ulicy Goworka i dalej po północnej stronie współczesnego budynku ambasady rosyjskiej w Warszawie), Podchorążych, wschodnią granicą Łazienek, 29 Listopada, Agrykolą, Czerniakowską i wzdłuż południowej granicy stacji pomp |
| 2   | Śródmiejska | V Powązki                                  | Obejmowała tereny na lewym brzegu Wisły na południe od obwodowej linii kolejowej; od zachodu ograniczona zachodnią i południową granicą cmentarzy: Powązkowskiego i żydowskiego na Woli oraz ulicami: Okopową, placem Kercelego, Towarową, Raszyńską i Żwirki i Wigury; od południa ograniczona ulicami: Stefana Batorego (ówcześnie planowana), placem Unii Lubelskiej, Chocimską, częściowo nieistniejącą współcześnie Parkową (w osi współczesnej ulicy Goworka i dalej po północnej stronie współczesnego budynku ambasady rosyjskiej w Warszawie), Podchorążych, wschodnią granicą Łazienek, 29 Listopada, Agrykolą, Czerniakowską i wzdłuż południowej granicy stacji pomp |
| 2   | Śródmiejska | VII Grzybów                                | Obejmowała tereny na lewym brzegu Wisły na południe od obwodowej linii kolejowej; od zachodu ograniczona zachodnią i południową granicą cmentarzy: Powązkowskiego i żydowskiego na Woli oraz ulicami: Okopową, placem Kercelego, Towarową, Raszyńską i Żwirki i Wigury; od południa ograniczona ulicami: Stefana Batorego (ówcześnie planowana), placem Unii Lubelskiej, Chocimską, częściowo nieistniejącą współcześnie Parkową (w osi współczesnej ulicy Goworka i dalej po północnej stronie współczesnego budynku ambasady rosyjskiej w Warszawie), Podchorążych, wschodnią granicą Łazienek, 29 Listopada, Agrykolą, Czerniakowską i wzdłuż południowej granicy stacji pomp |
| 2   | Śródmiejska | IX Ujazdów                                 | Obejmowała tereny na lewym brzegu Wisły na południe od obwodowej linii kolejowej; od zachodu ograniczona zachodnią i południową granicą cmentarzy: Powązkowskiego i żydowskiego na Woli oraz ulicami: Okopową, placem Kercelego, Towarową, Raszyńską i Żwirki i Wigury; od południa ograniczona ulicami: Stefana Batorego (ówcześnie planowana), placem Unii Lubelskiej, Chocimską, częściowo nieistniejącą współcześnie Parkową (w osi współczesnej ulicy Goworka i dalej po północnej stronie współczesnego budynku ambasady rosyjskiej w Warszawie), Podchorążych, wschodnią granicą Łazienek, 29 Listopada, Agrykolą, Czerniakowską i wzdłuż południowej granicy stacji pomp |
| 2   | Śródmiejska | XI Koszyki                                 | Obejmowała tereny na lewym brzegu Wisły na południe od obwodowej linii kolejowej; od zachodu ograniczona zachodnią i południową granicą cmentarzy: Powązkowskiego i żydowskiego na Woli oraz ulicami: Okopową, placem Kercelego, Towarową, Raszyńską i Żwirki i Wigury; od południa ograniczona ulicami: Stefana Batorego (ówcześnie planowana), placem Unii Lubelskiej, Chocimską, częściowo nieistniejącą współcześnie Parkową (w osi współczesnej ulicy Goworka i dalej po północnej stronie współczesnego budynku ambasady rosyjskiej w Warszawie), Podchorążych, wschodnią granicą Łazienek, 29 Listopada, Agrykolą, Czerniakowską i wzdłuż południowej granicy stacji pomp |
| 2   | Śródmiejska | XIII Solec                                 | Obejmowała tereny na lewym brzegu Wisły na południe od obwodowej linii kolejowej; od zachodu ograniczona zachodnią i południową granicą cmentarzy: Powązkowskiego i żydowskiego na Woli oraz ulicami: Okopową, placem Kercelego, Towarową, Raszyńską i Żwirki i Wigury; od południa ograniczona ulicami: Stefana Batorego (ówcześnie planowana), placem Unii Lubelskiej, Chocimską, częściowo nieistniejącą współcześnie Parkową (w osi współczesnej ulicy Goworka i dalej po północnej stronie współczesnego budynku ambasady rosyjskiej w Warszawie), Podchorążych, wschodnią granicą Łazienek, 29 Listopada, Agrykolą, Czerniakowską i wzdłuż południowej granicy stacji pomp |
| 3   | Zachodnia   | VI Ochota                                  | Obejmowała tereny na lewym brzegu Wisły ograniczone od północy granicą z Dzielnicą Północną, od wschodu granicą z Dzielnicą Śródmiejską i dalszym przebiegiem ulicy Żwirki i Wigury |
| 3   | Zachodnia   | XXII Wola                                  | Obejmowała tereny na lewym brzegu Wisły ograniczone od północy granicą z Dzielnicą Północną, od wschodu granicą z Dzielnicą Śródmiejską i dalszym przebiegiem ulicy Żwirki i Wigury |
| 4   | Południowa  | XVI Mokotów                                | Obejmowała tereny na lewym brzegu Wisły ograniczone od północy granicą z Dzielnicą Śródmiejską, natomiast od zachodu granicą z Dzielnicą Zachodnią |
| 4   | Południowa  | XX Czerniaków                              | Obejmowała tereny na lewym brzegu Wisły ograniczone od północy granicą z Dzielnicą Śródmiejską, natomiast od zachodu granicą z Dzielnicą Zachodnią |
| 5   | Praska      | XIV Praga Północ                           | Obejmowała tereny na prawym brzegu Wisły |
| 5   | Praska      | XV Praga Południe                          | Obejmowała tereny na prawym brzegu Wisły |
| 5   | Praska      | XVII Grochów                               | Obejmowała tereny na prawym brzegu Wisły |
| 5   | Praska      | XVIII Golędzinów                           | Obejmowała tereny na prawym brzegu Wisły |
| 5   | Praska      | XXIV Targówek                              | Obejmowała tereny na prawym brzegu Wisły |
| 5   | Praska      | XXV Bródno                                 | Obejmowała tereny na prawym brzegu Wisły |

1 sierpnia 1945 dokonano likwidacji X okręgu MO (Ordynackie), a jego tereny podzielono między okręgi I (Stare Miasto) i XIII (Solec). 18 września 1946 obszar zlikwidowanego okręgu XVIII (Golędzinów) włączono do okręgu XXV (Bródno).

## 1951/1952–1959
Wraz z kolejnym powiększeniem miasta w 1951, Warszawę podzielono na 11 dzielnic.
| Lp. | Nazwa dzielnicy            |
| --- | -------------------------- |
| 1   | Warszawa Śródmieście       |
| 2   | Warszawa Stare Miasto      |
| 3   | Warszawa Żoliborz          |
| 4   | Warszawa Wola              |
| 5   | Warszawa Ochota            |
| 6   | Warszawa Mokotów           |
| 7   | Warszawa Wilanów           |
| 8   | Warszawa Praga Śródmieście |
| 9   | Warszawa Praga Północ      |
| 10  | Warszawa Praga Południe    |
| 11  | Warszawa Wawer             |

## 1959–1990
W 1959 Wolę i Ochotę powiększono kosztem dzielnic śródmiejskich, których pozostałości połączono w jedną dzielnicę. Połączono też inne dzielnice, tak że pozostało ich siedem.
| Lp. | Nazwa dzielnicy |
| --- | --------------- |
| 1   | Śródmieście     |
| 2   | Żoliborz        |
| 3   | Wola            |
| 4   | Ochota          |
| 5   | Mokotów         |
| 6   | Praga Północ    |
| 7   | Praga Południe  |

## 1990–1994

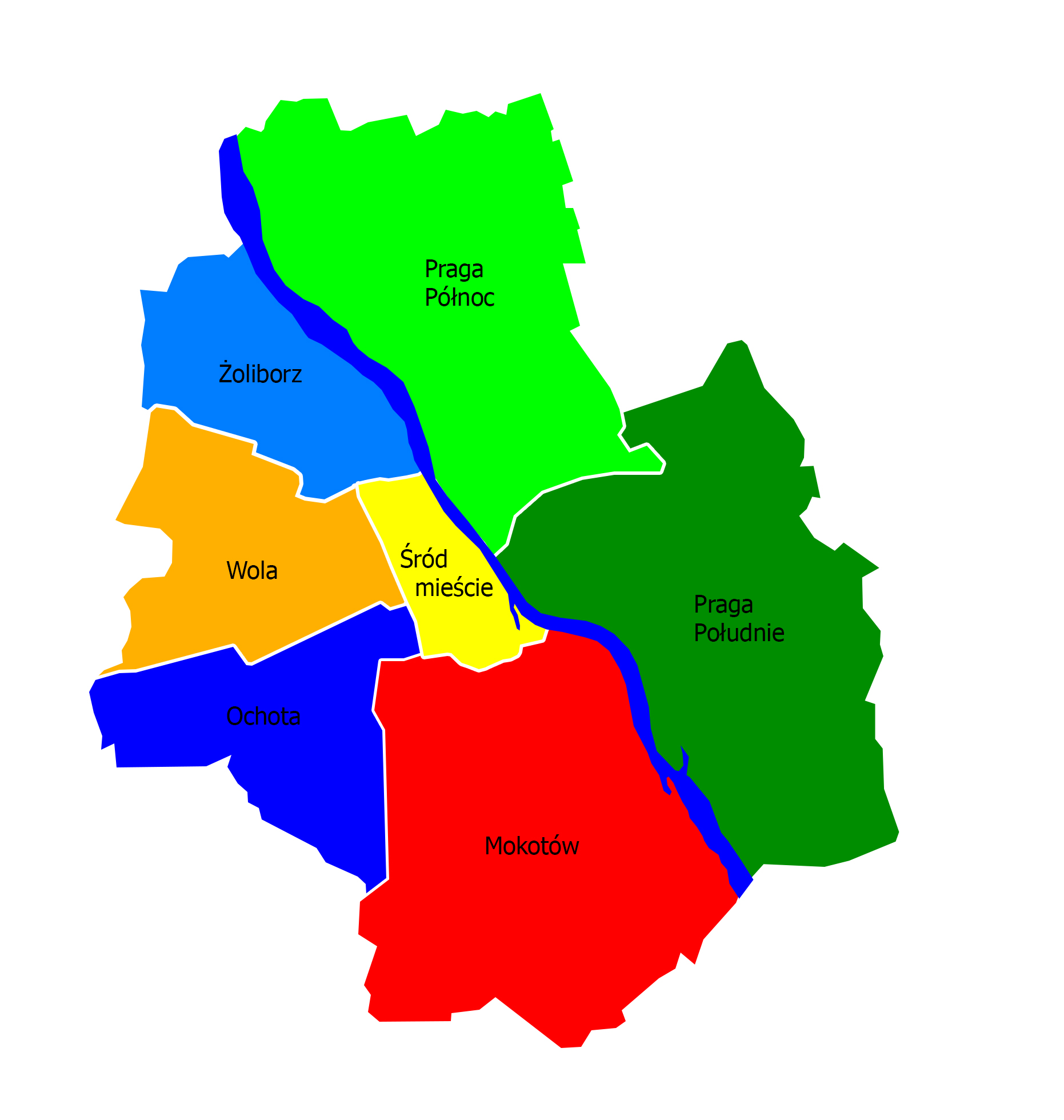
Podział administracyjny Warszawy w latach 1977–1993 (gdy Ursus był częścią Ochoty)

W latach 1990–1994 Warszawa stanowiła związek siedmiu (a od 1993 ośmiu) dzielnic-gmin (o statusie gmin, nazywanych dzielnicami).
| Lp. | Nazwa dzielnicy |
| --- | --------------- |
| 1   | Mokotów         |
| 2   | Ochota          |
| 3   | Praga-Południe  |
| 4   | Praga-Północ    |
| 5   | Śródmieście     |
| 6   | Ursus (od 1993) |
| 7   | Wola            |
| 8   | Żoliborz        |

## 1994–2002
W latach 1994–2002 Warszawa stanowiła związek komunalny następujących 11 gmin:
| Lp. | Nazwa gminy        |
| --- | ------------------ |
| 1   | Warszawa-Bemowo    |
| 2   | Warszawa-Białołęka |
| 3   | Warszawa-Bielany   |
| 4   | Warszawa-Centrum   |
| 5   | Warszawa-Rembertów |
| 6   | Warszawa-Targówek  |
| 7   | Warszawa-Ursus     |
| 8   | Warszawa-Ursynów   |
| 9   | Warszawa-Wawer     |
| 10  | Warszawa-Wilanów   |
| 11  | Warszawa-Włochy    |

Jedynie na obszarze Warszawy-Centrum zachowano dotychczasowy podział na dzielnice.